# Камнарок
Камнарок (на английски: Kamnarok) е езеро, което се намира в Централна Кения. Разположено е в дълбоката долина Керио, част от Източноафриканската рифтова долина. Езерото е много младо, създадено едва през 1961 г. Има форма на полумесец, тъй като се е формирало когато след обилни дъждове един меандър на река Керио е отрязан от главното течение. Край езерото и в него е съществувала добре балансирана екосистема. Тя обаче е сериозно нарушена, понеже Камнарок непрекъснато и драстично намалява размерите си, става все по-плитко и е застрашено от пълно изчезване през следващите няколко години.
Името на езерото идва от думата „нарок“ – вид водно растение, което е било характерно за ранните етапи от неговото образуване.

## География
Камнарок се намира на средна надморска височина от 1064 m и на 60 km северно от екватора. Поради тежко затлачване вследствие на унищожената дървесна покривка и интензивно селско стопанство, то е намалило площта си от 10 – 15 km2 едва на 1 km2. Гъстотата на населението в района не е голяма – 68 души на km2. Най-близкият град е обитаван от около 50 000 жители.
В района около Камнарок са наблюдавани много и силни земетресения – средно по едно на всеки 50 години с магнитуд не по-малко от 6 – 7 степен по скалата на Рихтер. Последното става на 17 април 2012 г. с дълбочина на огнището 10 km под повърхността, епицентър – на 219 km от езерото и магнитуд 4,6 по скалата на Рихтер.
Почвите са много плитки, покриващи твърда скална основа и са неплодородни.

## Климат
Климатът се характеризира с два сезона – сух и дъждовен и е класифициран като тропически саванен. Край езерото няма ясно изразени сезонни температурни колебания, като температурата е относително постоянна през годината. Най-топъл е месец февруари със средна температура от 32,4 °C по обяд. Той е и месецът с най-продължително слънцегреене. Най-студен е септември, когато средната температура пада до 14,2 °C през нощта.
Пикът на валежите се наблюдава през месец април, а най-сух е януари.

## Води
Проблемът с водния обем на езерото е изключително сериозен, защото вероятността да пресъхне изцяло е много голяма. В наше време то е почти мъртво, тъй като водите му са драстично намалели и се е превърнало почти в сезонно. Река Керио, която протича от юг на север и разделя долината на две сравнително равни части е и естествената граница между два резервата. На изток от нея е резерватът Камнарок, а на запад – резерватът Римо̀й. Южно от тях се намира ждрелото Cheplooch.
Езерото се захранва от няколко малки реки – Ketipborok, Cheplogoi, Oiwo, Chelabei, Kessup и Lelabei. Всички те извират от местности, които са сериозно обезлесени, поради което или са пресъхнали, или са се превърнали в сезонни реки.
През 1961 г. вследствие на необикновено обилни валежи през дъждовния сезон, река Керио променя своя курс, наводнява околните територии, чиито обитатели са евакуирани, след което намира ново легло. На мястото на старото се оформя езерото Камнарок.

## Флора и фауна
Езерото заедно с околността му са обявени за национален резерват през юни 1983 г. Пейзажът около него е разнообразен – дълбока долина на 1220 m средна надморска височина с полутропическа растителност по склоновете и сухи трънливи храсти в основата на възвишенията, които я обграждат от изток и запад. При растенията изобилстват примери за мимикрия, загадъчен камуфлаж, симбиоза, паразитизъм и наличие на ксерофити. Пейзажът се характеризира с отворени и затворени пространства, заети с храстовидна растителност и субтропични сухи гори.
Камнарок се обитава от голямо количество крокодили и се е славело като дом на втората най-голяма популация от тези влечуги в Африка, след езерото Малави. В миналото те са наброявали 10 000 до 15 000, а сега са останали не повече от 5000 и броят им непрекъснато намалява. Част от тях са измрели от сушата, а други са се придвижили към река Керио и резервата Римой. Това изместване на крокодилите по реката заплашва многобройните домашни животни, чиито традиционни пасища са по бреговете ѝ. Най-много са пострадали козите, които ходят там на водопой.
В миналото околностите са били обрасли с пищна растителност и са били местообитание за около 500 слона и над 10 вида други бозайници. През 2009 г. езерото е почти пресъхнало, а стотиците слонове се придвижват по цялата долина, като преминават от резервата Римой към Камнарок и обратно, в зависимост от количеството вода във водоемите.
Околната местност все още приютява речни свине, брадавичести свине, водни козли, кафърски бивол, ротшилдов жираф. Антилопите са представени от дребните дикдики, импали и бушбок. От семейство Котки често се срещат леопарди, сервали, африкански цивети. От по-дребните бозайници могат да се видят мангусти, бодливи свинчета, люспеници, генети, тръбозъб.
В резервата има изобилие от птици, главно водоплаващи – пеликани, гмурци, сиви короновани жерави, турако, тъкачи. Понякога, макар и рядко, се срещат някои грабливи птици и лешояди. Един вид лешояд, който местните жители наричат „Sich“, все още не е идентифициран.
Съществува разнообразие от костенурки, змии и гущери, включително гигантски варани и агами, но точните данни за количеството им не са известни. Преди двадесетина години тук е имало 18 вида змии, за които не е ясно дали все още обитават околността и езерото.

## Туризъм
Туристическата дейност край езерото е сериозно пострадала от намаляването на броя на животните и даже на животинските видове. Повечето туристи вече предпочитат резервата Римой пред Камнарок. В близост до езерото е организиран къмпинг.

## Екология
Влажните зони са чувствителни екосистеми, които предоставят ценност за всяка страна. В Кения обаче се наблюдава намаляването им с обезпокоителни темпове. Езерото Камнарок е една такава зона със силно нарушена екосистема, застрашена от пълно унищожение. Промяната на земеползването около него и създаването на допълнителни земеделски парцели и ферми претоварва екосистемата и е една от основните причини за почти пълното пресушаване на езерото. Подобно на други езера от Рифтовата долина, съществуването на Камнарок е застрашено именно заради неконтролируемата селскостопанска дейност в района. Образували са се дълбоки дерета, което е възможно да доведе до разливане на езерните води, като по този начин има вероятност те да се присъединят към река Керио и езерото окончателно да изчезне. Взети са някои мерки за спасяването му, включително изграждането на преградни стени от габиони, но те съвсем не са достатъчни.
Незаконната сеч в областта унищожава голяма част от дървесната покривка в района. Най-засегнати са горите Мо̀роп, Серету̀нин и Пемуа̀й по хълмовете Турген, които дават началото на малките реки, захранващи язовир Kirandich и езерото Камнарок. Незаконната сеч на дървета, които се използват главно за производство на дървени въглища и замяната на част от горите със земеделски парцели е довело до сериозно обезлесяване на местността и при дъждовно време почвата се свлича директно в езерото, което води до затлачването му. Бракониерството също представлява сериозен проблем. Необходими са спешни мерки за спасяването на Камнарок.(7)
Езерото Камнарок е от жизненоважно значение както за животинския свят, така и за хората, обитаващи крайбрежията му. То е единственият източник за снабдяване с прясна вода за околното население. Ранните опити за спасяване на езерото са провалени поради невъзможността за достигане на общо решение за компенсация на населението, което трябва да бъде изселено на нови територии.